# Friedrich Reinhard Ricklefs
Friedrich Reinhard Ricklefs (* 26. Oktober 1769 in Ovelgönne; † 12. Februar 1827 in Oldenburg) war ein deutscher klassischer Philologe und Gymnasialdirektor.

## Leben
Friedrich Reinhard Ricklefs wurde als Sohn des Anton Christian Ricklefs, Winterprediger und Lateinlehrer an der Schule in Ovelgönne, und dessen Ehefrau Lucia Cornelia, geb. Maes, geboren.
Sein Vater unterrichtete ihn bis zu seinem 15. Lebensjahr, bis er von 1784 bis 1787 das Gymnasium Oldenburg beim Rektor Johann Siegmund Manso besuchte. Im Herbst 1787 begann er sein Theologie- und Philologie-Studium an der Universität Helmstedt.
1791 promovierte er zum Doktor der Philosophie und begann dort Vorlesungen zu halten und am dortigen Pädagogium Unterricht zu geben. 1792 wurde er bereits als Subkonrektor an das Gymnasium Oldenburg berufen. Er wurde dort 1800 Professor und Konrektor und ab 1811, als Nachfolger von Christian Wilhelm Ahlwardt, war er bis zu seinem Tod als Rektor tätig, in dieser Zeit zeigte er sich während der französischen Besatzungszeit als mutiger Fürsprecher seiner Lehranstalt.
Seit 1794 war er mit Katharina Elisabeth Meinardus verheiratet, gemeinsam hatten sie drei Söhne und fünf Töchter.

## Schriften (Auswahl)
- Englische Chrestomathie. 1793.
- Erinnerungen aus Manso’s Leben. Stalling, Oldenburg 1796. (Digitalisat)
- Englisch-Deutsches und Deutsch-Englisches Lexicon. 1799
- Cornelius Nepos; Friedrich Reinhard Ricklefs: Cornelius Nepos: zum Gebrauch für Schulen. Hannover 1802.
- Erläuterungen zu seiner Darstellung der älteren Menschengeschichte. 1808–1810.
- Darstellung der Menschengeschichte: mit Beziehung auf Kruse’s historischen Atlas zum Gebrauch für Academien und Gymnasien. Oldenburg 1814.
- Germania: eine Zeitschrift für Deutschlands Gemeinwohl. Oldenburg 1814.
- Misshandlungen des Kirchspiels Blexen an der Weser, im Herzogthum Oldenburg. (Ein Beytrag zur Geschichte der Französischen Tyrannen in Deutschland), 3. Band, 2. Heft. Germania, Oldenburg 1815. S. 3f.
- Chronologische Tabellen über alle vier Welttheile von Anfang der Geschichte bis zu den neuesten Zeiten, nebst Stammtafeln. 1817.
- Schulreden. 1821.
- Andenken an die Canzleyräthe Christian Daniel von Finckh und Albrecht Ludwig von Berger in kurzer Darstellung der Gewaltherrschaft im Herzogthum Oldenburg. Oldenburg 1825.
- Cornelius Tacitus; Friedrich Reinhard Ricklefs; Gabriel Brotier: Des C. Cornelius Tacitus sämmtliche Werke. Oldenburg 1826.